# Schouw & Co.
Schouw & Co. — датский промышленный конгломерат. Входящие в него компании производят корм для рыбоводческих хозяйств, нетканые материалы и комплектующие для промышленности. Штаб-квартира расположена в Орхусе.

## История
Компанию основал в 1878 году Виктор Скоув. Первоначально занималась производством бумажных пакетов. С 1954 года её акции котируются на Копенгагенской фондовой бирже. В 1960-х годах было начато производство тары для напитков. В 1988 году 50 % упаковочного бизнеса было продано норвежской компании Elopak.
В 1988 году была куплена компания Hydra-Grene, специализирующаяся на гидравлических системах; в 2016 году она была объединена со шведской компанией Specma под названием HydraSpecma. В 1994 году была приобретена доля в производителе ветрогенераторов NEG Micon, позже он был продан компании Vestas. В 2002 году в состав холдинга вошла компания по производству нетканых материалов Fibertex (основана в 1968 году). BioMar была приобретена в 2005 году, она была основана в 1962 году группой датских фермеров и стала одним из крупнейших в мире производителей кормов для рыбоводческих хозяйств, годовой объём производства составляет более 2 млн т. Компания GPV была куплена в 2016 году; она была основана в 1961 году, занимается контрактным производством электроники. Компания Borg Automotive была приобретена в 2017 году; она была основана в 1975 году, осуществляет ремонт и восстановление комплектующих для автомобильной промышленности. В 2022 году у финской компании Ahlström Capital был куплен швейцарский производитель электроники Enics; он был объединён с GPV.

## Собственники и руководство
Акции компании котируются на Копенгагенской фондовой бирже. Крупные пакеты акций Schouw & Co. по состоянию на июнь 2025 года имели датские компании Givesco A/S (28,66 %) и Direktør Svend Hornsylds Legat (15,12 %).
Руководство:
- Йорген Денкер Висборг (Jørgen Dencker Wisborg, род. в 1962 году) — председатель совета директоров с 2009 года.
- Енс Берг Соренсен (Jens Bjerg Sørensen, род. в 1957 году) генеральный директор с 2000 года; также председатель компании Danfoss.

## Деятельность
Компании принадлежит 75 фабрик, она работает в 35 странах мира. Основные производственные активы находятся в Дании, Малайзии, США, Швейцарии и Норвегии. Выручка за 2024 год составила 34,7 млрд датских крон ($5,2 млрд), крупнейшими рынками сбыта были Норвегия (18 % выручки), Чили (11 %), Дания (6 %), Великобритания (5 %), США (5 %), Эквадор (4 %).
Подразделения компании по состоянию на 2024 год:
- BioMar — производство кормов для аквакультуры (разведения лососевых и креветок); 48 % выручки;
- GPV — производство электронных компонентов; проектирование, сборка и тестирование плат; 26 % выручки;
- HydraSpecma — производство и продажа комплектующих для гидравлических и электрических систем (насосы, моторы, фитинги, шланги, клапаны и трубки); 9 % выручки;
- Borg Automotive — производство комплектующих и запчастей к автомобилям; 6 % выручки;
- Fibertex Personal Care — производство нетканых материалов для одноразовых подгузников и гигиенических прокладок; 5 % выручки;
- Fibertex Nonwovens — производство нетканых материалов для автомобильной промышленности и строительства, а также для изготовления фильтров; 6 % выручки.